# Wilhelm (książę Jülich i Bergu)
Wilhelm (ur. 9 stycznia 1455, zm. 6 września 1511 w Düsseldorfie) – książę Jülich i Bergu oraz hrabia Ravensbergu od 1475.

## Życiorys
Wilhelm był najstarszym synem księcia Jülich, Bergu i hrabiego Ravensbergu Gerarda oraz Zofii, córki księcia Saksonii-Lauenburga Bernarda II. Ponieważ jego młodszy brat Adolf zmarł wcześniej, po śmierci ojca w 1475 samodzielnie objął rządy w odziedziczonych krajach. Faktyczne rządy sprawował już zapewne wcześniej, wobec choroby psychicznej ojca i śmierci matki podczas epidemii. 
Swoje rządy Wilhelm objął w okresie zaangażowania księcia Burgundii Karola Zuchwałego w wojnę o obsadę stanowiska arcybiskupa Kolonii. W 1474 zawarł sojusz z dominującym w tym okresie w tej okolicy Karolem, ale gdy do Kolonii przybył cesarz Fryderyk III Habsburg, Wilhelm zdołał się z nimi porozumieć i podejmował wysiłki mediacyjne. Po śmierci Karola Zuchwałego Wilhelm rozpoczęły się zmagania pomiędzy królem Francji Ludwikiem XI a synem Fryderyka III Maksymilianem Habsburgiem o burgundzkie dziedzictwo. Wilhelm poparł aktywnie Maksymiliana. Co prawda władcy Francji kusili Wilhelma planem jego ożenku z Filipą, córką księcia Geldrii Adolfa, co pozwoliłoby podnieść przez Wilhelma roszczenia do tego kraju (książęta Jülich zrzekli się ich wcześniej, w 1473, w zamian za odszkodowanie pieniężne), jednak nie został on zrealizowany. Wilhelm walczył po stronie Habsburgów m.in. na Węgrzech przeciwko Maciejowi Korwinowi oraz w Niderlandach przeciwko tamtejszym stanom. Szczególnej aktywności Wilhelma wymagała obrona jego księstwa przeciwko roszczeniom sprzymierzonego z Francją, awanturniczego Karola z Egmond. Zbliżył się z księciem Kleve Janem II (w 1496 zaręczył swą jedyną córkę Marię z synem Jana, także Janem), jednak nie uzyskał oczekiwanego wsparcia od Habsburgów. Z tego powodu Wilhelm skłonił się do propozycji pokojowych króla Francji i zawarł za jego pośrednictwem w 1499 układ pokojowy kończący wyniszczającą wojnę z Karolem z Egmond, a ponadto przymierze z samym królem Francji. Jednocześnie udało mu się podtrzymać bardzo dobre osobiste stosunki z Maksymilianem Habsburgiem. W 1506 Wilhelm dowodził wojskami habsburskimi przeciwko Węgrom, w 1507 mógł zostać namiestnikiem Niderlandów. Nie brał jednak udziału w walkach przeciwko Karolowi z Egmond i królom Francji.
W ostatnich latach życia Wilhelm skoncentrował się na zapewnieniu dziedzictwa swej jedynej córce Marii, zaręczonej z synem księcia Kleve Janem. Starania Francji aby zmienić ten układ (np. poprzez małżeństwo Marii z Karolem z Egmond) pozostały bez skutku. W 1509 Maksymilian Habsburg zatwierdził sukcesję Marii, a w kolejnym roku poślubiła ona Jana z Kleve.
Oprócz uczestnictwa w polityce europejskiej, Wilhelm aktywnie zajmował się też sprawami księstwa. Dużą uwagę przykładał do spraw administracji i wymiaru sprawiedliwości. Zawierał liczne układy dotyczące kwestii bicia monet. Dbał o bezpieczeństwo publiczne. Przykładał wielkich starań, aby unormować sprawy religijnego zwierzchnictwa arcybiskupów Kolonii nad kościołem w swych księstwach – co udało mu się osiągnąć na mocy konkordatu zawartego w 1503. Dbał o powiększenie swych włości, m.in. przejmując wiadomo swej pierwszej, zmarłej bezpotomnie żony.
Zmarł po długiej chorobie w Düsseldorfie i został pochowany w opactwie Altenberg. Jego następcą został zięć Wilhelma, syn księcia Kleve Jan, który po śmierci swego ojca zjednoczył cztery nadreńskie księstwa.

## Rodzina
Wilhelm był dwukrotnie żonaty. 19 października 1472 poślubił Elżbietę, córkę Jana II, hrabiego Nassau-Saarbrücken. Małżeństwo było bezdzietne, a Elżbieta zmarła w marcu 1479. 8 lipca 1481 Wilhelm ponownie się ożenił, z Sybillą, córką margrabiego Brandenburgii Albrechta Achillesa (zm. 1524). Z tego małżeństwa pochodziło jedyne prawowite dziecko Wilhelma, córka Maria. Oprócz Marii Wilhelm miał kilkoro nieślubnych dzieci.